# 圣安东尼奥阿瓦德
圣安东尼奥阿瓦德（西班牙語：San Antonio Abad）是西班牙巴利阿里群岛的一个市镇。总面积127平方公里，总人口15081人（2001年），人口密度119人/平方公里。